# عادات الزواج في الإسلام

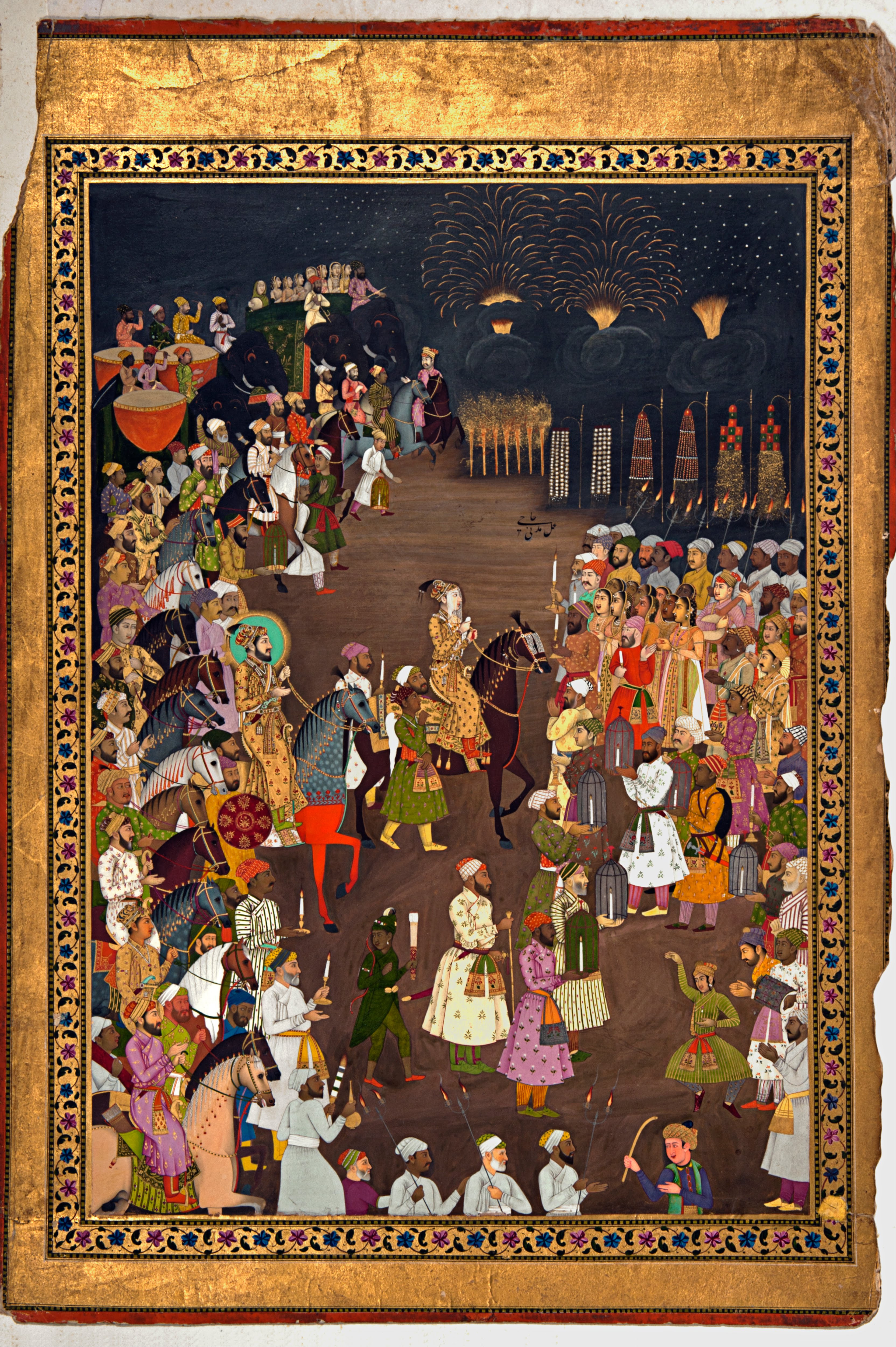

عادات الزواج في الإسلام الزواج الإسلامي وعادات الزفاف الإسلامية هي تقاليد وممارسات تتعلق بحفلات الزفاف وطقوس الزواج السائدة في العالم الإسلامي. على الرغم من أن عادات وعلاقات الزواج الإسلامي تختلف حسب بلد المنشأ واللوائح الحكومية، فإن الرجال والنساء المسلمين من جميع أنحاء العالم يسترشدون بالشريعة الإسلامية المحددة في القرآن الكريم والسنة النبوية.
وفقاً لتعاليم القرآن، فإن الزوجين المسلمان لباس لبعضهما البعض، فينص القرآن على «هُنَّ لِبَاسٌ لَكُمْ وَأَنْتُمْ لِبَاسٌ لَهُنَّ». أي أن كلا من الزوج والزوجة يحمي بعضهما البعض، مثلما الملابس الحقيقية التي تحمي وتستر جسد البشر. يستمر القران في مناقشة مسألة الزواج وينص على ﴿وَلَقَدْ أَرْسَلْنَا رُسُلًا مِنْ قَبْلِكَ وَجَعَلْنَا لَهُمْ أَزْوَاجًا وَذُرِّيَّةً وَمَا كَانَ لِرَسُولٍ أَنْ يَأْتِيَ بِآيَةٍ إِلَّا بِإِذْنِ اللَّهِ لِكُلِّ أَجَلٍ كِتَابٌ ۝٣٨﴾ الرعد: 38، . والزواج آية من آيات الله في الكون لقوله تعالى: ﴿وَمِنْ آيَاتِهِ أَنْ خَلَقَ لَكُمْ مِنْ أَنْفُسِكُمْ أَزْوَاجًا لِتَسْكُنُوا إِلَيْهَا وَجَعَلَ بَيْنَكُمْ مَوَدَّةً وَرَحْمَةً إِنَّ فِي ذَلِكَ لَآيَاتٍ لِقَوْمٍ يَتَفَكَّرُونَ ۝٢١﴾.
الزواج داخل الأمة الإسلامية مهم بدرجة كبيرة. فالغرض من الزواج في الثقافة الإسلامية هو الحفاظ على الدين من خلال إنشاء أسرة. من المفترض أن تكون الأسرة "منتجة وبناءة، تساعد وتشجع بعضها البعض لتكون جيدة وصالحة، وتتنافس مع بعضها البعض في الأعمال الصالحة.

## اختيار الشريك
يعتبر الاختيار قبل الزواج عاملا مهماً لبناء الأسرة، وهناك عدة صفات يتم عليها الاختيار، وقد أخبر النبي ﷺ ، عن ذلك بقوله: «تنكح المرأة لأربع خصال: لمالها، وجمالها، ولنسبها، ولدينها، فاظفر بذات الدين تربت يداك»، ومعنى (ذات الدين) أي: الملتزمة بتعاليم الدين، بالمحافظة على العبادة، واجتناب ما نهى الله عنه، وهو أفضل ما ينبغي توفره في الزوجين، ملتزما بشرائع الإسلام في حياته فلا يظلم زوجته، فإن أحبّها أكرمها وإن لم يحبها لم يظلمها ولم يُهنها.
ويستحب أن يكون من عائلة طيبة، ونسب معروف، فإذا تقدم للمرأة رجلان درجتهما في الدين واحدة، فيُقدَّم صاحب الأسرة الطيبة والعائلة المعروفة بالمحافظة على أمر الله تبارك وتعالى ما دام الآخر لا يفضله في الدين لأنّ صلاح أقارب الزوج يسري إلى أولاده ويستحب أيضا أن يكون هناك قبول في المظهر لقول النبي محمد ﷺ : (خير النساء من إذا نظرت إليها سرتك، وإذا أمرتها أطاعتك، وإذا أقسمت عليها أبرتك، وإذا غبت عنها حفظتك في نفسها ومالك){أخرج النسائي}.
ويستحب الزواج لمن لديه قدرة عليه أن يكون ذا مال يُعفّ به نفسه وأهل بيته، لقول النبي محمد ﷺ يَا مَعْشَرَ الشَّبَابِ، «مَنِ اسْتَطَاعَ مِنْكُمُ الْبَاءَةَ فَلْيَتَزَوَّجْ...» أَخْرَجَهُ الْبُخَارِيُّ

## حكم الشرعي
الحاصل أنه يباح العمل بعادات الزواج وغيره بشروط:
1. أن تكون خالية من المعاصي والذنوب. 2- أن تكون خالية من البدع والتشبه بالكفار.
2. أن لا ينسب شيء منها إلى الشرع بلا دليل.